# Zoosadismo
Lo zoosadismo è un disturbo psicologico che porta l'individuo a provare piacere nell'osservare o nell'infliggere sofferenze o la morte ad un animale. È uno dei tre elementi della triade di MacDonald, che serve ad identificare i comportamenti precursori delle personalità psicopatiche. La triade di MacDonald è spesso usata dai criminologi per identificare i comportamenti precoci degli assassini seriali, e lo zoosadismo fa parte dell’infanzia di molti di loro.